# Lloyd (cantante)
Lloyd Harlin Polite Jr. (Nueva Orleans, Luisiana; 3 de enero de 1986), más conocido como Lloyd, es un cantante estadounidense. Por parte de su madre es de ascendencia puertorriqueña y padre de ascendencia afrodescendiente. Su padre, Lloyd Polite Sr. murió cuando él tenía dos años, y se mudó a Atlanta, Georgia con su madre Robin Polite y su hermana mayor Brandy. Fue descubierto por Joyce Irby, logrando ser miembro del grupo NToon, que tuvo algo de éxito pero que sufrió una desbandada. Entonces probó suerte como cantante de R&B en la compañía de Rico Johnson, pero ésta fue disuelta. Lloyd continuo trabajando en su música y encontró a LA Reid en un estudio de Atlanta, llegando pronto a formar parte de The Inc. Records. Colaboró en el sencillo de Ja Rule, "Caught Up". Su sencillo debut fue la balada "Southside" (tema que da nombre al disco) con la colaboración de una compañera de sello como Ashanti.

## Discografía

### Álbumes
- 2004 Southside
- 2007 Street Love
- 2008 Lessons in Love
- 2011 King of Hearts
- 2018 Tru

### Singles
- 2004 "Southside" (feat. Ashanti)
- 2004 "Southside (Remix)" (feat. Ashanti & Scarface)
- 2004 "Hey Young Girl"
- 2007 "You" (feat. Lil Wayne)
- 2007 "Get It Shawty"
- 2007 "Player's Player"
- 2008 "This Is How (Around My Way)" (feat. Ludacris)
- 2008 "Girls Around The World" (feat. Lil Wayne)
- 2010 "Lay It Down"
- 2011 "Cupid"
- 2011 "Dedication To My Ex (Miss That Pussy)" (ft. Lil Wayne & Andre 3000)
- 2016 "Tru"

## Colaboraciones
- "Where I'm From" (Ja Rule featuring Lloyd)
- "Get Paid" (Ja Rule featuring Lloyd)
- "Forever" (8Ball & MJG featuring Lloyd)
- "Let's Cheat" (Tango Redd featuring Lloyd)
- "Take Me Tonight" (Ashanti featuring Lloyd)
- "Tear It Up" (Young Jeezy featuring Lloyd & Slick Pulla)
- "Street Life" (Rick Ross featuring Lloyd)
- "Look At Her" R&B Remix (One Chance featuring Lloyd, Bobby Valentino & Trey Songz)
- "ATL" (Baby D. featuring Lloyd)
- "Ready, Willing Able" (Taniya Walter featuring Lloyd)
- "Cool Mint" (Trillville featuring Lloyd)
- "So Into You" (Young Argo featuring Lloyd)
- "Pussy Poppin'" (Lil Scrappy featuring Lloyd)
- "The Bandits" (Lil Wayne & Lloyd)
- "Real Niggaz" Freestyle - (Lil Wayne featuring Lloyd)
- "Cash Flow" (Mossburg featuring Lloyd)
- "Everything" (Hypnodik featuring Lloyd)
- "Pain I Feel" (Blak Jak featuring Lloyd)
- "Like A Movie" (P$C featuring Lloyd)
- "They Ain't Shit" (Sean Paul of YoungBloodz featuring Lloyd)
- "Real Playa Like" (Fabolous featuring Lloyd)
- "Bien Veniidos" (Trilltown Mafia featuring Lloyd)
- "ID (Show Me Some)" (EDUBB featuring Lloyd])
- "I Can Hook It Up" (Janai Malee featuring Lloyd)
- "Hit Me Up" (The A'z featuring Lloyd)
- "Darkness To Light" (Fabo & Khujo Goodie featuring Lloyd)
- "Ghetto Queen" (Trae featuring Lloyd & Rich Boy)
- "Secret Admirer" (Pitbull featuring Lloyd)
- "Gotta Girl" (Martell featuring Lloyd)
- "Keep It On The Hush" (Chamillionaire featuring Lloyd)
- "Manager" (Yung Berg featuring Lloyd)
- "Feelin' It" Official Remix (Sammie featuring Lloyd & T-Pain)
- "Girl From Da South" (Montana featuring Lloyd)
- "Superstar" (I-15 featuring Lloyd)
- "A Little Bit If Everything" (Yola Da Great featuring Lloyd)
- "No More" (DJ Drama featuring Lloyd, Willie Da Kid & T.I.)
- "Between Me And You" (Kesean featuring Lloyd)
- "Betta Run" (Stormey Outlaw featuring Lloyd)
- "Rush"  (Sisqó featuring Lloyd)
- "If We Fuck" (Ali & Gipp featuring Lloyd)
- "Can't Get Over" (Hakeem featuring Lloyd)
- "Call Me" (Gorilla Zoe featuring Lloyd)
- "I Can Change Ya Life" (Claude Kelly featuring Lloyd)
- "Hustle Fo" (Rocko featuring Lloyd)
- "Turn Heads" (Dem Franchize Boyz featuring Lloyd)
- "I Like" (Chingy featuring Lloyd)
- "World For The Taking" (Right Side of the Tree featuring Lloyd)
- "Don't Worry" (Matty P featuring Lloyd)
- "Sabotage" (Wale featuring Lloyd)
- ''BedRock'' (Young Money featuring Lloyd)
- "Big K.R.I.T. - 1999 ft Lloyd
- "Lloyd - Heavenly Body ft. Rick Ross"
- "Malachiae Warren - I'm Down ft. Lloyd"